# Isryggen
Der Isryggen (norwegisch für Eisrücken) ist ein vereister Gebirgskamm in den Kraulbergen des ostantarktischen Königin-Maud-Lands.
Wissenschaftler des Norwegischen Polarinstituts benannten ihn 1970.